# Stemma
Een stemma of stemma codicum is een stamboom waarmee de verwantschap tussen handschriften wordt weergegeven.

## Werkwijze
Hiervoor worden de handschriften genummerd en gedateerd zodat ze op de juiste plaats van hun afstammingsgeschiedenis geplaatst kunnen worden. De hoofdletter A wordt gebruikt voor het originele handschrift. De andere handschriften krijgen ook een letter die verband kan houden met hun plaats van oorsprong of plaats van bewaring. Verdwenen handschriften waarvan toch wordt vermoed dat ze ooit bestaan hebben, worden ook in het stemma opgenomen en worden weergegeven door de laatste letters van het alfabet en worden tussen vierkante haken geplaatst. Ten slotte wordt de verwantschap tussen de handschriften aangeduid. Een volle lijn duidt op een verwantschap, terwijl een stippellijn op een onzekere verwantschap duidt.